# Trowbridge (Cardiff)
Pour les articles homonymes, voir Trowbridge (homonymie).
Trowbridge est un quartier de la ville de Cardiff, au pays de Galles, disposant du statut de communauté.

## Géographie
Trowbridge se situe à l'est du centre-ville de Cardiff, à la frontière du borough de comté de Newport. La communauté comprend une partie de St Mellons (en). Au sud, le long de l'estuaire de la Severn, se trouve une zone humide alluviale, les Wentloog Levels (en).

## Démographie
Au recensement de 2011, la communauté de Trowbridge comptait 16 194 habitants.

## Culture locale et patrimoine
La communauté de Trowbridge abrite neuf monuments classés de grade II.